# Восточный (Белоглинский район)
Восто́чный — посёлок в Белоглинском районе Краснодарского края России. Входит в состав Центрального сельского поселения.

## География
Посёлок расположен в 8 км к востоку от административного центра сельского поселения — посёлка Центрального.

### Улицы
- ул. Красная,
- ул. Молодёжная,
- ул. Северная,
- ул. Южная.

## Население
| 2002 | 2010 |
| ---- | ---- |
| 372  | ↘313 |